# Jonathan Pollard
Jonathan Jay Pollard (Galveston, 7 agosto 1954), nato Jonathan Polanski, è un cittadino statunitense di origine ebraica ed ex analista dei servizi di intelligence della Marina Militare arrestato il 21 novembre 1985 e condannato all'ergastolo per spionaggio a favore d'Israele.
È stato il primo statunitense condannato all'ergastolo per aver comunicato segreti ad un alleato degli USA.
A sua discolpa, Pollard disse che aveva fatto spionaggio solo perché "il sistema di intelligence americano nel suo complesso aveva messo in pericolo la sicurezza di Israele sottacendo informazioni cruciali". Le autorità israeliane, i gruppi attivisti statunitense-israeliani, ed alcuni politici USA cui la sua condanna appariva ingiusta fecero continue pressioni per ottenere la commutazione o la riduzione della sua sentenza. Il governo israeliano riconobbe una parte del ruolo svolto nell'attività spionistica di Pollard nel 1987, e avanzò scuse formali agli USA, ma fino al 1988 non ammise di averlo pagato. Nel corso della sua detenzione, Israele tentò più volte infruttuosamente di ottenere il suo rilascio, attraverso sia canali ufficiali, sia ufficiosi.
Gli fu conferita la cittadinanza israeliana nel 1995. Sebbene Benjamin Netanyahu sostenesse che Pollard aveva lavorato solo per Israele, egli ammise di aver proposto i suoi servigi — talora anche con successo — ad altri Paesi.
Ad opporsi ad ogni forma di clemenza erano molte autorità politiche USA in carica o pregresse, tra cui Donald Rumsfeld, Dick Cheney, l'ex direttore CIA George Tenet; alcuni ex Segretari alla difesa USA; un gruppo super partes di leader del Congresso; e membri della comunità di intelligence USA. Sostenevano che il danno alla sicurezza nazionale USA arrecato dallo spionaggio di Pollard fosse molto più grave, vasto, e duraturo di quanto conosciuto dall'opinione pubblica.
Sebbene Pollard affermasse di aver fornito ad Israele solo informazioni necessarie alla sua sicurezza, i suoi critici dichiararono che non c'era modo di sapere cosa Israele avesse ricevuto attraverso scambi legittimi, e che molti dati da lui compromessi non avevano a che fare con la sicurezza di Israele. Pollard rivelò aspetti del processo di raccolta di intelligence USA, i loro "fonti e metodi". Pollard vendette numerosi segreti in materie molto sensibili, tra cui il manuale NSA in dieci volumi su come gli USA raccolgono le loro informazioni SIGINT, e rivelò i nomi di migliaia di persone che avevano cooperato con organi di intelligence USA.
Il 20 novembre 2015 Pollard è stato rilasciato in libertà condizionale dopo 30 anni, in ossequio alle linee guida federali in vigore al momento della sua condanna. Il 20 novembre 2020 terminò il periodo di libertà condizionale e caddero tutte le restrizioni. Il 30 dicembre 2020 Pollard e la sua seconda moglie si trasferirono in Israele; attualmente vivono a Gerusalemme.

## Anni giovanili
Jonathan Jay Pollard nacque a Galveston (Texas) nel 1954, in una famiglia ebrea, ed era il figlio minore dei tre di Morris e Mildred "Molly" Pollard. Nel 1961 la sua famiglia si trasferì a South Bend (Indiana), dove suo padre Morris, premiato microbiologo, insegnava all'Università di Notre Dame.
Quando era ancora molto giovane, Pollard si rese conto dello spaventoso contributo di morte che l'Olocausto aveva imposto alla sua più stretta famiglia, dal lato materno, i Klein (Kahn) di Vilnius in Lituania, e poco dopo il suo bar mitzvah, chiese ai suoi genitori di visitare i campi di sterminio nazisti. La famiglia di Pollard si impegnò a fondo per instillare un senso di identità ebraica nei propri figli, e questo si estendeva anche alla causa di Israele.
Pollard crebbe con quello che lui chiamava "obbligo razziale" verso Israele, e fece il suo primo viaggio in Israele nel 1970, nell'ambito di un programma scientifico visitando l'Istituto Weizmann a Rehovot. Mentre si trovava lì, fu ricoverato dopo una colluttazione con un altro studente. Uno scienziato del Weizmann ricordò che Pollard si era fatto "la reputazione di essere un piantagrane".
Terminata la high school Pollard frequentò la Stanford University, in cui conseguì un diploma in scienze politiche nel 1976. Molti suoi conoscenti ricordano che finché si trovava lì si vantava di avere la doppia cittadinanza USA e israeliana, affermava di aver lavorato per il Mossad, di aver raggiunto il grado di colonnello delle forze di difesa israeliane (arrivando a spedirsi da solo un telegramma con l'indirizzo "colonnello Pollard"), e di aver ucciso un arabo durante il servizio di guardia presso un kibbutz. Dichiarava ancora che suo padre, Morris Pollard era un agente segreto della CIA, e di essere fuggito dalla Cecoslovacchia quando era un bambino durante la Primavera di Praga nel 1968, allorché sarebbe stato scoperto il ruolo del padre nella CIA. Non c'era nulla di vero. Pollard si iscrisse a varie facoltà, ma non conseguì mai la laurea.
La futura moglie di Pollard, Anne Henderson (nata nel 1960), si trasferì a Washington nell'autunno del 1978 per abitarvi con il padre (recentemente divorziato) Bernard Henderson. Nell'estate del 1981 si trasferì in una casa su Capitol Hill con altre due donne e, attraverso un amico di una delle sue coinquiline, incontrò per la prima volta Pollard. In seguito disse di essersi innamorata al loro primo appuntamento — erano una "coppia inseparabile" a partire dal novembre 1981, e nel giugno 1982, quando scadde il suo contratto d'affitto di Capitol Hill, si spostò nell'appartamento di Pollard ad Arlington (Virginia). Nel dicembre 1982 la coppia si trasferì nel centro di Washington, in un appartamento con due camere da letto al numero 1723 di 20th Street NW, presso Dupont Circle. Si sposarono il 9 agosto 1985, più di un anno dopo che Pollard aveva iniziato a spiare per Israele, con una cerimonia civile a Venezia. Al tempo del loro arresto, nel novembre 1985, pagavano 750 dollari (equivalenti a 1 805 dollari del 2020) mensili di affitto.

## Carriera iniziale
Pollard iniziò a candidarsi per lavori nei servizi segreti nel 1979 dopo aver lasciato l'università, prima alla Central Intelligence Agency (CIA) e poi alla U.S. Navy. Pollard fu scartato per il lavoro alla CIA dopo essersi sottoposto ad un test della verità in cui ammise di aver fatto ampiamente uso di droghe illegali tra il 1974 e il 1978. Se la cavò meglio con la marina militare, e il 19 settembre 1979 fu assunto dal Navy Field Operational Intelligence Office (NFOIO), un ufficio del Naval Intelligence Command (NIC). Come specialista di intelligence, doveva lavorare su affari sovietici presso il Navy Ocean Surveillance Information Center (NOSIC), un dipartimento del NFOIO. Per ottenere il necessario nulla osta sicurezza venivano assunte delle informazioni, ma non veniva applicata la macchina della verità. Non bastava un'autorizzazione Top Secret ma ci voleva una più esclusiva Sensitive Compartment Infomation (SCI). La marina militare chiese inutilmente notizie alla CIA circa Pollard, compresi gli esiti del test della verità che rivelava l'abuso di sostanze narcotiche da parte di Pollard. Pollard ricevette un'autorizzazione temporanea di sicurezza non-SCI in attesa che fossero completate le informazioni che venivano assunte su di lui, il che all'epoca era normale per i neo-assunti. Fu assegnato temporaneamente al servizio in un altro dipartimento NIC, la Naval Intelligence Support Center (NISC) Surface Ships Division, dove avrebbe potuto lavorare a compiti che non richiedevano autorizzazione SCI. Il centro operazioni NOSIC e il NISC all'epoca si trovavano entrambi a Suitland (Maryland).
Due mesi dopo essere stato assunto, Pollard avvicinò il direttore tecnico del NOSIC, Richard Haver, e gli propose di avviare un'operazione non ufficiale con il National Intelligence Service sudafricano. Gli raccontò anche una menzogna sul presunto coinvolgimento del padre in operazioni CIA in Sudafrica. Haver iniziò a diffidare di Pollard e chiese che venisse allontanato. Però il superiore di Haver credeva che il supposto collegamento di Pollard con i servizi segreti sudafricani potesse essere utile, e lo riassegnò ad un'operazione HUMINT della marina militare, Task Force 168 (TF-168).
Mentre si trasferiva al suo nuovo lavoro nella TF-168, Pollard iniziò daccapo ad avere contatti con qualcuno molto in alto nella catena di comando, questa volta l'ammiraglio Sumner Shapiro, comandante del Naval Intelligence Command (CNIC), a proposito di una sua idea per la TF-168 e il Sudafrica. (Il gruppo TF-168 aveva trasmesso le sue idee.) Dopo l'incontro, Shapiro ordinò immediatamente che le autorizzazioni di sicurezza di Pollard fossero revocate e che fosse riassegnato ad una posizione di minor delicatezza. Secondo The Washington Post, Shapiro liquidò Pollard come un "balengo", dicendo più tardi, "chissà perché diavolo non lo ho licenziato."
A causa dell'assegnazione ad altro incarico, l'ordine di Shapiro di annullare le autorizzazioni di Pollard andò nel dimenticatoio. Però l'ufficio di Shapiro fece seguito con una richiesta al TF-168 affinché Pollard fosse inquisito dalla CIA. La CIA concluse che Pollard era un rischio e sconsigliò che gli fosse affidata qualunque attività di raccolta informazioni. Un successivo test della verità fu inconcludente, sebbene avesse indotto Pollard a confessare di aver "fatto dichiarazioni false" ai suoi superiori, di aver fatto uso di droga in passato, e di aver intrattenuto contatti non autorizzati con rappresentanti di governi stranieri. L'agente speciale che eseguì il test ebbe l'impressione che Pollard, che a tratti "iniziava a gridare, agitarsi ed emettere suoni gutturali come se fosse stato per vomitare", stesse fingendo un malore per vanificare il test. Sconsigliò che a Pollard fosse consentito l'accesso ad informazioni con classificazione di sicurezza alta. Per Pollard fu richiesta la valutazione psichiatrica.
Il nulla osta sicurezza di Pollard fu ridotto a Secret. Di conseguenza propose un reclamo e minacciò azioni legali per riottenere la sua autorizzazione SCI. In attesa che il suo reclamo fosse trattato, lavorò su materiale meno importante e ricevette giudizi di eccellente prestazioni. Nel 1982, dopo che lo psichiatra ebbe concluso che Pollard non soffriva di alcuna malattia mentale, il nulla osta di Pollard fu elevato a SCI. 

## Spionaggio

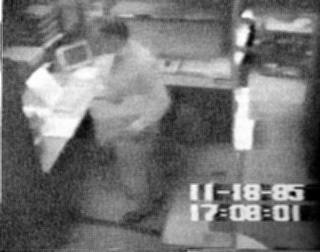
Fotogramma di videosorveglianza in cui Pollard è colto nell'atto di rubare documenti classificati.

Poco dopo che Pollard aveva iniziato a lavorare alla NIC/TF-168, incontrò Aviem Sella, un veterano che aveva combattuto con l'aeronautica militare israeliana.
In quel periodo, Sella era in aspettativa dal suo lavoro di colonnello per conseguire la laurea in informatica frequentando la New York University. Pollard disse a Sella che lavorava nei servizi segreti della marina, gli raccontò delle specifiche situazioni in cui l'intelligence USA aveva tenuto nascosto delle informazioni ad Israele, e si propose di lavorare come spia. Benché Sella avesse dubitato che Pollard potesse essere una specie di esca dell'FBI che intendeva "reclutare" un cittadino israeliano [per spiare contro la propria patria], finì per credergli. Sella telefonò al suo comandante dell'intelligence aeronautica a Tel Aviv per ulteriori istruzioni, e la chiamata fu dirottata al capo di stato maggiore dell'aeronautica. A Sella fu ordinato di creare un contatto con Pollard, ma di stare attento. Fu avvertito che o gli americani stavano offrendo un "gancio" per scovare attività spionistiche straniere, oppure se costui era una spia autentica, Sella avrebbe dovuto stare ben attento al suo lavoro.
Nel giro di pochi giorni, nel giugno 1984, Pollard iniziò a passare informazioni classificate a Sella. Gli vennero corrisposti 10 000 dollari in contanti più un costosissimo anello con diamante e zaffiro, che Pollard in seguito donò alla fidanzata Anne, chiedendole di sposarlo. Pollard era ben pagato da Israele: riceveva uno stipendio che nell'ultimo periodo arrivava a 2 500 dollari (pari a 6 016 dollari nel 2020) mensili, e decine di migliaia di dollari in contanti per rimborsi di alberghi, pasti e gioielli. Nella dichiarazione che fece al giudice Robinson prima della sentenza, Pollard disse che il denaro era un benefit che gli era stato imposto. "È vero che accettavo i soldi", ammise, ma solo "come conseguenza di quanto stavo facendo bene il mio lavoro". Raccontò che in un momento successivo aveva detto al suo controllore, Rafi Eitan, una spia di lungo corso che al tempo dirigeva il Lekem, un'unità di spionaggio scientifico in Israele, che, "non solo intendevo restituire tutto il denaro che avevo ricevuto, ma volevo creare una cattedra presso lo Israeli General Staff's Intelligence Training Center nei pressi di Tel Aviv.
Ronald Olive, investigatore Naval Criminal Investigative Service (NCIS), ha affermato che Pollard aveva passato informazioni classificate al Sudafrica, e aveva tentato, attraverso un intermediario, di vendere informazioni classificate al Pakistan in numerose occasioni. Pollard rubò anche documenti classificati riferiti alla Cina nell'interesse di sua moglie, che usò le informazioni per promuovere i suoi interessi di affari personali. Teneva questi materiali segreti in giro par la casa, dove li scoprirono le autorità inquirenti quando venne alla luce l'attività spionistica di Pollard.
Durante il processo Pollard, il memorandum del governo USA che richiedeva la sua condanna contestò la "dichiarazione dell'imputato sul punto che sarebbe stato motivato da altruismo piuttosto che da avidità". Il governo disse che Pollard aveva "rivelato informazioni classificate per ricavarne vantaggi finanziari" in altre circostanze:
«L'indagine del governo ha rivelato che l'imputato ha fornito ad alcuni dei suoi conoscenti documenti classificati statunitensi che l'imputato ha ottenuto attraverso fonti della marina militare statunitense. I documenti classificati che l'imputato ha rivelato a due di questi conoscenti, entrambi consulenti d'investimento professionali, contenevano analisi economiche e politiche classificate che l'imputato credeva avrebbero aiutato i suoi conoscenti a dare consigli d'investimento ai loro clienti... L'imputato ha riconosciuto che, sebbene non sia stato pagato per le sue rivelazioni non autorizzate di informazioni classificate ai suddetti conoscenti, sperava di essere ricompensato alla fine attraverso opportunità commerciali che questi individui avrebbero potuto organizzare per l'imputato quando alla fine avesse lasciato la sua posizione con la Marina degli Stati Uniti. Infatti, l'imputato era coinvolto in un'impresa commerciale in corso con due di questi conoscenti nel momento in cui ha fornito loro le informazioni classificate...»
Nel corso del processo Pollard, le autorità australiane denunciarono la divulgazione di documenti classificati americani per mano di Pollard ad un ufficiale della Royal Australian Navy mentre era impegnato in un programma che prevedeva lo scambio di personale delle rispettive marine militari tra USA e Australia. L'ufficiale australiano, messo in allarme dal fatto che Pollard reiteratamente gli avesse svelato dati etichettati No Foreign Access Allowed ("non consentito l'accesso a stranieri"), segnalò tali indiscrezioni alla sua catena di comando. I suoi capi lo richiamarono dall'incarico negli USA, temendo che le soffiate potessero avere a che fare con una "trappola CIA". Quando gli fu contestata l'accusa dopo aver fatto la sua dichiarazione circa la colpevolezza, Pollard ammise solo di aver passato un unico documento classificato all'australiano; poi cambiò versione, asserendo che fossero stati i suoi superiori a ordinargli di condividere le informazioni con gli australiani.
Quanto meno fino al 2014, l'esatta misura delle informazioni che Pollard passò ad Israele non era stata ufficialmente rivelata. Alcuni articoli giornalistici citarono una memoria segreta di 46 pagine, che fu consentito a Pollard e alla sua difesa di esaminare. Fu procurata al giudice dal Segretario alla difesa Caspar Weinberger, secondo il quale lo spionaggio di Pollard aveva implicato, tra l'altro, la copiatura della versione più recente di Radio-Signal Notations (RASIN), un manuale in 10 volumi che descrive molto dettagliatamente la rete americana di sorveglianza elettronica globale.
Dopo il rilascio di Pollard, l'ex vicecapo del Mossad Ram Ben-Barak deplorò pubblicamente Pollard, dicendo che il reclutamento e l'operazione "erano sconosciuti ai vertici dell'intelligence e non autorizzati" con un conseguente danno alle relazioni USA-Israele, ben superiore al valore delle informazioni procurate da Pollard. "Il nostro intero rapporto con gli USA si deteriorò. Alcuni persero il lavoro di conseguenza," secondo Barak. "Ha causato anni e anni di diffidenza, con gli americani che sospettavano che lui non fosse l'unico, e sentivano di non aver ricevuto le necessarie spiegazioni. Non credevano che non fosse autorizzato. Ha causato un danno enorme, enorme. Lo vedevano come un tradimento verso di loro."

## Arresto
Lo spionaggio di Pollard rischiò di essere svelato nel 1984 quando un capodipartimento notò un rapporto su equipaggiamenti militari sovietici e si chiese come avesse a che fare con il suo ufficio. Pollard, cui fu ricondotto il rapporto, fu interpellato in proposito, e rispose che aveva lavorato su reti terroristiche, venendo creduto. Nel 1985 un suo collega denunciò anonimamente che Pollard aveva portato via materiale classificato dal NIC. Il collega osservò che Pollard apparentemente non portava il materiale in qualche posto che si sapesse appropriato, come gli altri organismi di intelligence della zona. Sebbene Pollard fosse autorizzato a trasportare documenti ed il collega ammettesse che i documenti erano custoditi in modo consono, sembrava fuori luogo che Pollard trasportasse documenti in un venerdì pomeriggio in cui c'era poco da fare e tutti sembravano pensare al weekend alle porte. In definitiva la denuncia non ebbe seguito, poiché parve che il fatto fosse occorso in orario di servizio e Pollard avesse in corso un'attività che riguardava altri uffici. In un altro caso il diretto superiore di Pollard, avendo del lavoro straordinario da terminare in ufficio di sabato, era arrivato alla scrivania di Pollard, notando del materiale non classificato lasciato imprudentemente in giro. Prendendo l'iniziativa di metterlo al sicuro, il supervisore sbirciò e vide che non era pertinente alle questioni di antiterrorismo ai Caraibi su cui stava lavorando la sezione. Vedendo altri documenti non pertinenti, il supervisore pensò che ci fosse lo zampino di qualche servizio segreto straniero, però non riuscì a stabilire quale fosse la nazione interessata.
Pollard fu fermato e interrogato da agenti FBI circa una settimana dopo mentre portava via materiale classificato dai locali del suo ufficio. Spiegò che lo stava portando ad un altro analista di un diverso organo per sentire il suo parere. Questo racconto fu verificato, e risultò falso. Pollard domandò di telefonare alla moglie per dirle dove si trovava. Poiché la partecipazione alla discussione era — da parte di Pollard — volontaria, gli investigatori dovettero acconsentire. Durante la telefonata ad Anne, Pollard usò la parola in codice "cactus" per comunicare che era nei guai, e che lei doveva far sparire da casa tutto il materiale classificato. Lei ci provò, chiedendo aiuto ad un vicino.
Pollard accettò poi una perquisizione a casa sua, che trovò i pochi documenti sfuggiti ad Anne. A quel punto l'FBI decise di lasciare il caso ai supervisori di Pollard, poiché avevano scoperto solo un trattamento negligente di documenti, e nessuna prova che Pollard stesse passando informazioni classificate. Il caso esplose pochi giorni dopo, quando i suoi superiori gli chiesero di fare un test della verità. Lui invece ammise di aver passato documenti illegalmente, ma senza nominare Israele. L'FBI ritornò in campo. Poco dopo, il vicino di Pollard, ufficiale di marina militare, prese a preoccuparsi di mettere in salvo la valigia da 32 kg piena di documenti strettamente classificati che Anne gli aveva lasciato, e iniziò a chiamare la comunità di intelligence militare chiedendo consiglio. Collaborò pienamente all'inchiesta e non fu mai accusato di alcun delitto.
Dopo la sua parziale confessione, Pollard fu posto sotto sorveglianza, ma non arrestato. Il 21 novembre 1985 assieme a sua moglie tentò di ottenere asilo nell'ambasciata israeliana di Washington D.C., dove all'epoca era ambasciatore il futuro primo ministro di Israele Benjamin Netanyahu, ma le guardie israeliane ingiunsero loro di andarsene. Non appena ebbe lasciato la sede diplomatica, Pollard venne arrestato da agenti FBI. Il suo controllore, Rafi Eitan, in un'intervista della 2014 dichiarò che Pollard era stato avvisato che l'avevano scoperto, e gli era stato dato un segnale convenuto perché lasciasse gli Stati Uniti, ma invece Pollard "girò a vuoto per tre giorni con quegli altri che lo seguivano. Aveva molte opportunità di fare quello che gli avevo detto e non lo fece." Eitan sostenne di aver dato l'ordine di espellere Pollard dall'ambasciata.
Dopo l'arresto di Pollard, Anne sfuggì alla sorveglianza dell'agente FBI che la seguiva, incontrò Sella in un ristorante e lo informò dell'arresto del marito. Di conseguenza, furono informati tre membri del personale diplomatico implicati nell'operazione: gli addetti scientifici Yosef Yagur e Ilan Ravid e il segretario di ambasciata Irit Erb. Il Lekem non aveva previsto questo sviluppo di eventi né aveva predisposto piani di fuga, e fu detto loro di fuggire immediatamente. L'appartamento in cui si tenevano e copiavano i documenti rubati da Pollard fu ripulito, e tutti e quattro lasciarono immediatamente Washington. Sella e sua moglie presero un treno per New York e da lì un volo per Londra, Yagur fuggì in Canada, Erb in Messico, e Ravid a Miami, da cui presero voli di collegamento per Israele. Furono tutti fuori dagli Stati Uniti in 24 ore. Anne fu arrestata il giorno successivo, il 22 novembre 1985.

### Indagini
Prima della dichiarazione di colpevolezza di Pollard, il governo USA iniziò a preparare contro di lui un rinvio a giudizio con molti capi d'accusa, tra cui reati di droga e frode fiscale, oltre a spionaggio. Il governo affermò che Pollard avesse usato documenti classificati nel vano tentativo di negoziare un traffico d'armi con i governi di Sudafrica, Argentina, e Taiwan. Gli investigatori FBI stabilirono pure che Pollard avesse incontrato tre pachistani ed un iraniano allo scopo di trafficare armi nel 1985. Pollard alla fine collaborò con gli investigatori in cambio di un patteggiamento che garantisse maggior clemenza per sé e per la moglie. Israele disse in principio che Pollard lavorava per un'organizzazione non autorizzata e deviata, e mantenne questa posizione per oltre dieci anni. Alla fine Israele accettò di collaborare alle indagini in cambio di immunità per i suoi cittadini coinvolti.
Quando fu loro richiesto di restituire il materiale rubato, gli israeliani avrebbero messo a disposizione solo poche decine di documenti meno rilevanti. All'epoca, gli americani sapevano che Pollard aveva passato decine di migliaia di documenti.
Gli israeliani crearono un programma progettato per logorare gli investigatori americani, comprese molte ore al giorno di pendolarismo in autobus oscurati su strade accidentate, e frequenti cambi di autobus, lasciandoli senza tempo adeguato per dormire, e impedendo loro di dormire durante il viaggio. L'identità dell'originario controllore di Pollard, Sella, non venne rivelata. Tutte le domande dovevano essere tradotte in ebraico, le risposte erano formulate in ebraico, e poi ritradotte in inglese, sebbene tutte le persone coinvolte parlassero un perfetto inglese. Il comandante Jerry Agree ricorda che, anche quando stava lasciando l'aeroporto, il personale della sicurezza si premurò di avvisarlo "tu non tornerai mai più qui". Una volta arrivato negli USA, Agee si accorse che dal suo bagaglio erano stati rubati vari oggetti. Gli atti ostili non pervenivano solo da guardie e autorità, ma anche dagli organi di informazione israeliani.
Alla fine Sella fu incriminato per tre accuse di spionaggio da una corte degli Stati Uniti. Israele non permise che Sella fosse interrogato senza garanzia di immunità. Gli Stati Uniti rifiutarono dato che Israele non aveva mantenuto in precedenza la promessa di collaborare. Israele negò l'estradizione di Sella, cui anzi fu affidato il comando della base aerea di Tel Nof. Il Congresso degli Stati Uniti reagì minacciando di tagliare gli aiuti ad Israele, e a quel punto Sella spontaneamente fece un passo indietro per disinnescare le tensioni.
Nella mattinata del 20 gennaio 2021, a poche ore dalla fine della presidenza di Donald Trump, la Casa Bianca annunciò che Trump aveva concesso la grazia totale a Sella. L'annuncio precisava che lo Stato di Israele aveva richiesto la grazia e aveva formulato una piena e inequivoca dichiarazione di scuse. L'annuncio affermava ancora che il Primo ministro di Israele Benjamin Netanyahu, l'ambasciatore israeliano alle Nazioni Unite Ron Dermer, l'ambasciatore degli Stati Uniti in Israele David Friedman e Miriam Adelson avevano sostenuto la richiesta di clemenza di Sella.

## Processo
Le discussioni per il patteggiamento di Pollard con il governo tentavano di evitare a lui l'ergastolo e a permettere ad Anne di riconoscersi colpevole di reati minori, cosa che il governo non avrebbe voluto altrimenti permetterle. Il governo ad ogni modo propose alla fine ad Anne Pollard un accordo di patteggiamento a patto che Jonathan Pollard aiutasse il governo nella stima del danno. In questo processo, acconsentì a sottoporsi alla macchina della verità, e interrogatori con agenti FBI e procuratori del Dipartimento della giustizia nell'arco di alcuni mesi. Nel maggio 1986 il governo gli offrì un accordo di patteggiamento, e lui accettò. Secondo le condizioni dell'accordo, Pollard doveva dichiararsi colpevole per l'accusa di aver passato ad un governo straniero informazioni inerenti alla difesa nazionale, un'accusa che comportava una pena massima dell'ergastolo, e inoltre si impegnava a cooperare pienamente alle indagini del governo in corso. 
Tre settimane dopo la condanna di Pollard, Wolf Blitzer, all'epoca corrispondente del Jerusalem Post, fece un'intervista in carcere con Pollard. Da questo ricavò un articolo, apparso il 15 febbraio 1987 su The Washington Post, con il titolo "Pollard: non un fessacchiotto, ma un'importante spia di Israele". Pollard raccontò a Blitzer di alcune delle informazioni fornite ad Israele: fotografie satellitari del quartier generale OLP in Tunisia, che furono usate nell'Operazione Gamba di Legno; potenzialità specifiche delle difese aeree libiche; e "la raccolta USA di informazioni sull'attività militare araba e islamica convenzionale e non convenzionale, dal Marocco al Pakistan e di ogni Paese in mezzo. Vi erano compresi Paesi arabi 'amici' e 'nemici'". Il procuratore Joseph diGenova portò l'intervista di Blitzer in prigione come elemento di prova nella sua memoria processuale in cui affermava che Pollard era implicato in "divulgazione non autorizzata di informazioni classificate."
DiGenova disse che prima della condanna Pollard e sua moglie Anne avevano concesso sprezzanti interviste in cui difendevano la loro attività spionistica e tentavano di conquistare alla loro causa gli ebrei americani. In un'intervista a 60 Minutes dalla prigione, Anne disse, "Sento che io e mio marito abbiamo fatto quel che dovevamo, e ciò che era il nostro dovere morale come ebrei, ciò che era il nostro dovere morale come esseri umani, e non mi devo pentire di nulla al riguardo."
Il 4 giugno 1986 Pollard si dichiarò colpevole per un capo di accusa di cospirazione per consegnare informazioni sulla difesa nazionale ad un governo straniero. Prima della condanna, parlando per sé stesso, Pollard affermò che benché le sue motivazioni "possano essere state animate da buone intenzioni, non possono, sotto qualsiasi punto di vista, scusare o giustificare la violazione della legge, particolarmente quella che implica la fiducia del governo … ho violato la fiducia, rovinato e portato disonore alla mia famiglia." Ammise, scusandosene, di aver ricevuto denaro dal governo israeliano in cambio di informazioni classificate. Anne Pollard, nella propria dichiarazione, affermò che aveva fatto "quello che all'epoca credevo corretto" aiutando suo marito e tentando di nascondere documenti rubati, aggiungendo, "E non posso dire che non lo aiuterei mai più. Però, cercherei percorsi differenti, modi differenti."
L'accusa replicò a queste dichiarazioni dicendo che i Pollard avevano continuato a violare numerosi accordi di segretezza perfino durante lo svolgimento del processo. Il procuratore Joseph E. diGenova ne notò uno in particolare, che era stato firmato nel giugno 1986, alludendo all'intervista di Pollard con Wolf Blitzer. L'accusatore concluse:
In combinazione con l'ampiezza della conoscenza di quest'uomo, la profondità della sua memoria, e la completa mancanza di onore che ha dimostrato in questa serie di eventi, vi suggerisco, vostro onore, che è un uomo molto pericoloso.
"Il governo fece qualcosa di assai sospetto dimenticando di mandare qualcuno a sorvegliare queste interviste," disse Esther Pollard. "Più tardi, all'emissione della sentenza, l'accusatore riuscì a far indignare il giudice contro Jonathan affermando falsamente che non solo aveva fatto svolgere segretamente le interviste alle loro spalle, ma che Jonathan aveva anche rivelato materiale altamente classificato a Blitzer che compromise le fonti e i metodi della comunità di intelligence."

### Condanna e reclusione
La sentenza dei Pollard fu emessa il 4 marzo 1987. Benché l'accusa, eseguendo l'accordo di patteggiamento, avesse richiesto che i Pollard ricevessero "solo un numero serio di anni di reclusione", il giudice Aubrey Eugene Robinson Jr. non era tenuto a rispettarne le richieste. Rilevando che i Pollard avevano violato numerose clausole dell'accordo di patteggiamento, inflisse l'ergastolo in forza di una memoria classificata di valutazione del danno dimessa dal Segretario della difesa Caspar Weinberger.
Pollard fu poi trasferito dal FCC Petersburg in Virginia, dove era stato incarcerato dal 1986, ad un ospedale detentivo federale a Springfield (Missouri) per sottostare ad una serie di esami di salute mentale. Ne giugno 1988 fu trasferito ad USP Marion e nel 1993 al FCI Butner Medium presso il Butner Federal Correction Complex nella Carolina del Nord. Nel maggio 1991 Pollard chiese ad Avi Weiss di essere il suo rabbino personale. Anche il rabbino capo israeliano Mordechai Eliyahu era un sostenitore di Pollard e assunse varie iniziative perché fosse scarcerato.
Anne Pollard fu condannata a cinque anni, ma fu rilasciata sulla parola dopo tre anni e mezzo in considerazione delle sue condizioni di salute. Pollard richiese il divorzio dopo la scarcerazione di Anne. Anche se ipoteticamente egli avrebbe detto che supponeva di rimanere in prigione per il resto dei suoi giorni, e che non voleva che Anne rimanesse vincolata da lui, Anne in seguito disse ad un cronista che gli atti del divorzio le erano stati notificati senza avvertenze o spiegazioni di sorta.
Una volta perfezionato il divorzio da Anne, Pollard sposò Esther "Elaine" Zeitz, insegnante e attivista canadese di Toronto che aveva organizzato una campagna per il suo rilascio. Nel 1996 iniziò uno sciopero della fame pubblico, ma lo terminò 19 giorni dopo aver incontrato il primo ministro israeliano Benjamin Netanyahu, che promise di intensificare i suoi sforzi per ottenere il rilascio di Pollard.
Fonti giornalistiche e membri della famiglia Pollard hanno messo in discussione che Pollard e Zeitz siano sposati legalmente. Le autorità carcerarie dichiararono a Ha'aretz che non vi è annotazione che una cerimonia nuziale sia stata richiesta o celebrata. Dopo aver compiuto il suo periodo di libertà vigilata, Anne Pollard emigrò in Israele, e vive a Tel Aviv con una sovvenzione governativa integrata da occasionali donazioni private.

### Appelli
Nel 1989 gli avvocati di Pollard depositarono un'istanza per il ritiro della sua dichiarazione di colpevolezza e del processo a mezzo di giuria dato che il governo non aveva ottemperato alle clausole dell'accordo. L'istanza fu respinta. Una corte per le impugnazioni confermò il diniego. Parecchi anni più tardi, con un avvocato differente, Pollard depositò una petizione per habeas corpus. Un collegio dello United States Court of Appeals for the District of Columbia Circuit decise (con maggioranza due a uno) di respingere la petizione di Pollard, principalmente perché gli avvocati originari di Pollard non avevano presentato l'appello osservando i termini processuali. Il giudice Stephen F. Williams dissentì, "poiché l'inadempimento da parte del governo dell'accordo di patteggiamento costituì un elementare rilievo di violazione di legge ai sensi del 28 U.S.C. § 2255".
Nel luglio 2005 Pollard fece istanza per un nuovo processo, stavolta motivato dall'inefficace difesa legale. Cercò pure di avere accesso ai documenti classificati pertinenti alle iniziative dei suoi nuovi legali in preparazione di una domanda di grazia. La corte d'appello rigettò entrambe le istanze. Nel febbraio 2006 i suoi avvocati avanzarono un ricorso per certiorari avanti la Corte suprema degli Stati Uniti d'America a riguardo dell'accesso ai documenti classificati. Sostenevano che la separazione dei poteri è una dottrina flessibile che non impone la reciproca completa separazione di ciascuna delle tre branche del governo. L'atto affermava che la Corte d'appello avesse violato tale principio asserendo sua sponte (ossia senza istanza di parte, d'ufficio) che il potere giudiziario non ha giurisdizione sui documenti classificati per il fatto che il relativo accesso era, per lo scopo ultimo della grazia, una funzione esecutiva. La Corte Suprema respinse il certiorari nel marzo 2008, stabilendo che il potere presidenziale di grazia non sarebbe stato minimamente intaccato dall'accesso della nuova difesa ai documenti classificati, e che i documenti classificati erano tutelati da un ordine restrittivo, cioè uno strumento giudiziale.

## Iniziative israeliane per la liberazione di Pollard
Nel 1988 Israele propose un complesso triplice scambio, per il quale Pollard e la moglie sarebbero stati scarcerati ed espulsi in Israele, Israele avrebbe rilasciato la spia sovietica Marcus Klingberg, e l'Unione Sovietica avrebbe fatto pressione su Siria e Iran per il rilascio degli ostaggi americani trattenuti da gruppi terroristici di rispettiva matrice siriana e iraniana.
Nel 1990 Israele avrebbe considerato di offrire il rilascio di Yosef Amit, un agente segreto militare israeliano che scontava una condanna a 12 anni per aver spiato in favore degli Stati Uniti e di un'altra potenza NATO, in cambio di Pollard. Non c'è accordo tra le fonti sull'esito: secondo una fonte, Amit fece sapere che non aveva intenzione di essere scambiato. In un'altra versione, le autorità israeliane bloccarono l'idea, temendo che avrebbe suscitato maggior collera negli Stati Uniti. (Amit terminò di scontare la sua pena e fu liberato nel 1993.)
Negli anni 1990 l'ex presidente della Università di Notre Dame Theodore Hesburgh, amico di famiglia di Pollard, tentò di negoziare un accordo affinché Pollard fosse rilasciato, "espulso in Israele", e rinunciasse alla sua cittadinanza USA. Mike Royko del Chicago Tribune scrisse articoli nel febbraio 1984 per sostenere l'idea. Le autorità della Casa Bianca non furono entusiaste del piano di Hesburgh, e lui non insistette.
Nel 1995 Israele tentò di nuovo uno scambio a tre parti, stavolta considerando spie americane imprigionate in Russia: Israele avrebbe rilasciato Klinberg, i russi avrebbero rilasciato agenti USA rimasti in prigione dalla dissoluzione dell'Unione Sovietica, e gli Stati Uniti avrebbero liberato Pollard.
La posizione ufficiale di Israele fino al 1998 era che Pollard lavorasse per un'organizzazione deviata non autorizzata. Nel maggio di quell'anno il primo ministro Netanyahu ammise che Pollard era stato effettivamente un agente israeliano, sottoposto ai vertici del Lekem, l'ufficio israeliano per le relazioni scientifiche. Il governo israeliano pagò almeno due degli avvocati — Richard A. Hibey e Hamilton Philip Fox III — che si adoperavano per il suo rilascio.
Durante la campagna che portò alle elezioni generali in Israele del 1999, Netanyahu e il suo avversario Ehud Barak si scambiarono frecciatine nei media su chi fosse stato più favorevole a Pollard. Nel 2002 Netanyahu andò a trovare Pollard in prigione. Nel 2007 promise che, se rieletto primo ministro, avrebbe ottenuto la liberazione di Pollard.
Nel 2009 il supervisore dei conti dello Stato di Israele Micha Lindenstrauss pubblicò una relazione da cui constava che le reiterate istanze per liberare Pollard erano state respinte dal governo americano nell'arco di 20 anni. I familiari di Pollard criticarono la relazione, chiamandola un'"imbiancatura" delle attività del governo israeliano, sebbene concordassero con la sua affermazione che Pollard non aveva ricevuto un giusto processo.
Nel giugno 2011 70 membri del parlamento israeliano, la Knesset, appoggiarono la richiesta della famiglia Pollard affinché egli potesse far visita a suo padre (Morris) malato. Quando da lì a poco Morris venne a mancare, Netanyahu annunciò che il governo israeliano sosteneva ufficialmente la richiesta per consentire a Pollard di partecipare al funerale. Entrambe le richieste furono respinte.
Nel novembre 2014 Rafi Eitan, direttore del Lekem dal 1981 fino al suo scioglimento nel 1986, ammise che sapeva in anticipo dell'imminente arresto di Pollard nel 1985 e allertò il primo ministro Shimon Peres e il ministro della difesa Yitzhak Rabin. Eitan dice che fu sua la decisione di respingere la richiesta di asilo di Pollard all'ambasciata israeliana. Quando gli chiesero se le autorità di Israele erano a conoscenza delle attività spionistiche di Pollard, rispose "Ovviamente".

### Cittadinanza
Pollard fece richiesta della cittadinanza israeliana nel 1995; il ministero dell'interno inizialmente rifiutò sul presupposto che Israele non concedeva la cittadinanza a persone che non vi fossero già immigrate, ma il 22 novembre 1995, cambiò idea e accolse la petizione.
Alcune fonti affermano che Pollard avrebbe poi rinunciato alla cittadinanza statunitense, sarebbe stato in quel momento un cittadino israeliano, e sarebbe stato espulso in Israele se fosse stato scarcerato. Altre continuano ad identificarlo come cittadino USA. Secondo il Dipartimento di Stato non ci sono norme in tempo di guerra ai sensi del Title 8 US code § 1481(a)(6) per autorizzare il Procuratore generale a trattare rinunce alla cittadinanza da parte di persone fisicamente presenti negli Stati Uniti, e ai sensi del Title 8 US code § 1483 non è possibile che una persona perda la cittadinanza USA finché presente negli USA, salvo per rinuncia presentata al Procuratore generale, o condanna per tradimento.
Il 30 dicembre 2020 Jonathan Pollard e sua moglie emigrarono ufficialmente in Israele e divennero a pieno titolo cittadini israeliani.

## Reazioni ufficiali e campagne pubbliche pro-Pollard

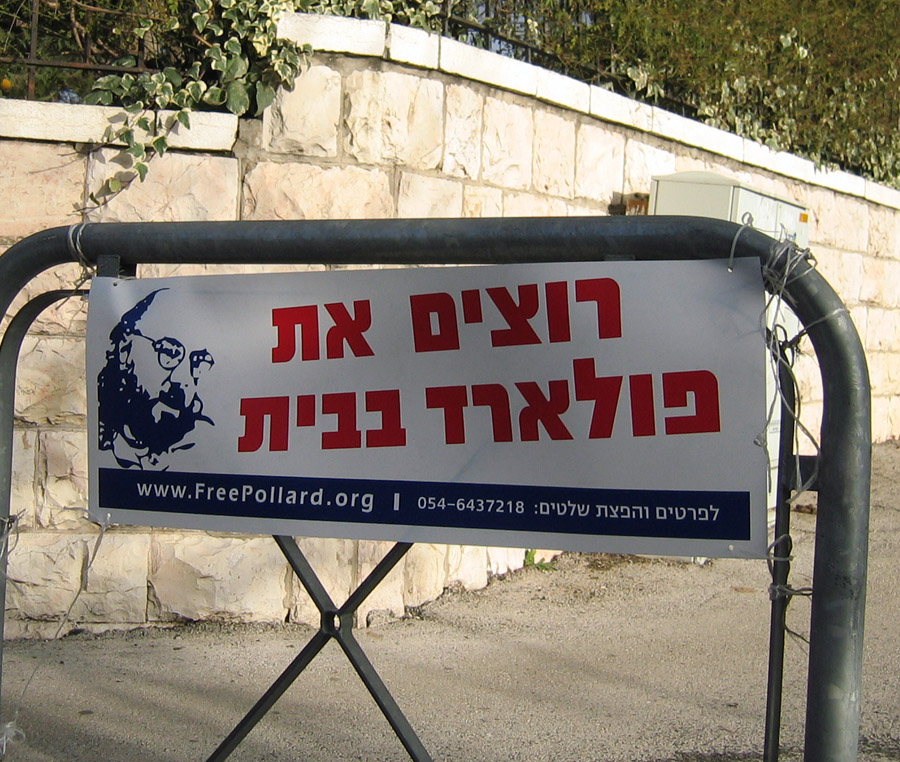
Cartello con la scritta "Vogliamo Pollard a casa".

Oltre alle richieste di scarcerazione del governo israeliano, ci fu una prolungata campagna per liberare Pollard. Tra gli organizzatori erano la famiglia Pollard, l'ex moglie, Anne, e gruppi ebraici degli Stati Uniti ed Israele. I punti principale della campagna affermavano che Pollard aveva spiato per un alleato e non per un nemico, che questa sentenza era sproporzionata rispetto a quelle inflitte ad altri responsabili di delitti simili, e che gli USA non avevano mantenuto l'impegno preso con Pollard nell'accordo di patteggiamento. Alcuni attivisti israeliani paragonarono il presidente Bush ad Hamas e ai capi di Hezbollah che avevano fatto prigionieri dei soldati israeliani.
Alcuni che ritengono eccessiva la sentenza pongono in risalto che sebbene Pollard si fosse dichiarato colpevole nel quadro di un accordo di patteggiamento per sé e per la moglie, non ottenne alcuna clemenza, e gli fu inflitta una pena inferiore soltanto alla pena di morte; i detrattori di Pollard replicano che lui aveva violato le clausole di quell'accordo ancor prima che la sentenza fosse emanata.
Nel 1993 il professore di scienze politiche e attivista ebreo-ortodosso David Luchins promosse un infruttuoso appello al presidente Bill Clinton per commutare la sentenza di Pollard. L'appello conteneva una lettera di pentimento di Pollard con la quale ammetteva di aver violato sia le leggi USA sia i precetti religiosi ebraici. Pollard più tardi si dolse della sua ammissione, sospettando che avesse reso meno probabile l'eventualità di ottenere clemenza. I fedelissimi di Pollard biasimarono Luchins, che ricevette minacce di morte ed ebbe bisogno della protezione federale per un certo periodo.
La questione della sua carcerazione talvolta è stata dibattuta nell'ambiente politico israeliano. Benjamin Netanyahu ha fatto insistenti pressioni per il rilascio di Pollard, e gli fece visita in prigione nel 2002. Pose il problema al presidente Clinton durante i colloqui di pace di Wye River nell'ottobre 1998. Nella sua autobiografia, Clinton scrisse che era propenso a liberare Pollard, ma le obiezioni dei capi dell'intelligence USA erano troppo forti:

Per tutta la simpatia che Pollard generava in Israele, era un caso difficile da portare avanti in America; aveva venduto i segreti del nostro paese per soldi, non per un ideale, e per anni non aveva mostrato alcun rimorso. Quando ho parlato con Sandy Berger e George Tenet, erano fermamente contrari a lasciare andare Pollard, così come lo era Madeleine Albright.

Alan Dershowitz è stato tra i sostenitori di alto profilo di Pollard, sia nelle aule di giustizia come legale sia in vari organi di stampa. Definendo la sentenza come "eccessiva", Dershowitz scrive in un articolo ripubblicato nel suo bestseller Chutzpah, "Come americano, e come ebreo, io qui esprimo la mia indignazione rispetto all'ergastolo inflitto a Jonathan Pollard per il delitto di cui si è dichiarato colpevole." Scrive Dershowitz:

[T]utti sembrano aver paura di parlare a nome di una spia condannata. Questo è stato particolarmente vero per la leadership ebraica in America. I Pollard sono ebrei. ... I Pollard sono anche sionisti, che - per un senso di incauto "imperativo razziale" (per citare Jonathan Pollard) - sembrano mettere il loro impegno per la sopravvivenza di Israele al di sopra delle leggi del loro stesso paese. ... I leader ebrei americani, sempre sensibili alla scusa della doppia fedeltà, stanno mantenendo un basso profilo nella questione Pollard. Molti ebrei americani di base sono indignati per ciò che percepiscono come una reazione eccessiva ai crimini di Pollard e alla pena insolitamente lunga imposta a Jonathan Pollard.

Nel 2012 Malcolm Hoenlein reclamò la liberazione di Pollard, dicendo "27 anni — ha pagato il prezzo dei suoi delitti. Ha espresso pentimento. Quando è troppo, è troppo. È ora di lasciarlo andare — non c'è giustificazione possibile per tenerlo dentro ancora, non c'è causa di giustizia, o interesse di sicurezza che si possa invocare."
Nel 2013 Rabbi Pesach Lerner, vicepresidente esecutivo del National Council of Young Israel, richiamò l'ipocrisia della detenzione di Pollard in America dopo che si era saputo che gli stessi servizi segreti USA spiavano i propri alleati.
«In 18 anni in un'aula di giustizia, ho imposto l'ergastolo solo a quattro imputati [due assassini e due terroristi]. Il reato di Pollard non si avvicina a nessuno di questi.»

 — Ex procuratore generale Michael Mukasey in una lettera al presidente Barack Obama
Anche il consiglio comunale di Gerusalemme ha preso posizione in favore di Pollard, cambiando il nome di una piazza nei pressi della residenza ufficiale del primo ministro da "Piazza Parigi" a "Piazza Libertà per Jonathan Pollard.
Tamar Fogel, una ragazza al tempo dodicenne che aveva perso genitori e tre fratelli nell'attacco di Itamar del 2011, nel giugno del medesimo anno fece visita a Pollard, poco dopo la morte del padre di Pollard.
Pollard dichiarò di aver fornito solo informazioni che erano vitali per la sicurezza di Israele ma erano state sottaciute dal Pentagono, in violazione di un memorandum d'intesa del 1983 tra i due Paesi. Il memorandum d'intesa era un accordo tra Stati Uniti e Israele riguardante la condivisione di informazioni di sicurezza vitali. Secondo Pollard, questo comprendeva le spedizioni di armi sovietiche alla Siria, le armi chimiche irachene e siriane, il progetto di bomba atomica pakistano, e i sistemi di difesa aerea libici. Secondo la valutazione declassificata CIA del 1987 del danno arrecato dal caso Pollard, sotto il titolo "Cosa non chiesero gli israeliani", la valutazione nota che gli israeliani "non espressero mai interesse per attività militari, piani, capacità o equipaggiamenti USA". 
La difesa di Pollard affermò che Israele aveva giuridicamente diritto alle informazioni che Pollard passò ad Israele in forza del memorandum d'intesa del 1983 e che gli Stati Uniti stavano violando quel memorandum.
Lee Hamilton, ex membro del Congresso dall'Indiana che presiedeva lo House Intelligence Committee quando fu condannato Pollard, nel 2011 scrisse una toccante lettera al presidente Obama per sostenere la commutazione della pena di Pollard. "Conosco molti suoi familiari, in particolare i suoi genitori, e so quanto dolore e angoscia hanno patito per la detenzione di loro figlio", scrisse. Hamilton aggiunse che il padre di Pollard, la cui salute andava peggiorando rapidamente, meritava di vedere il figlio in libertà.
Nel 2010 i rappresentanti democratici Barney Frank (Massachusetts), Ed Towns (New York), Anthony Weiner (New York), e Bill Pascrell (New Jersey) scrissero una lettera che "rileva l'impatto positivo che un atto di clemenza avrebbe in Israele, come forte indicazione della buona volontà della nostra nazione verso Israele e il popolo israeliano". Nel novembre 2010 Weiner dichiarò: "Nella storia degli Stati Uniti nessuno che avesse fatto una cosa simile a Pollard fu condannato all'ergastolo, e nemmeno lui doveva subire questo."
Dennis B. Ross disse nel 2004: "Pollard ricevette una condanna più severa di altri che avevano commesso delitti paragonabili." L'ex Segretario alla difesa USA Caspar Weinberger dichiarò che "[l]a questione Pollad era comparativamente minore. È stato ingrandito al di là della sua reale importanza." Stephen F. Williams, un Senior Circuit Judge della United States Court of Appeals for the District of Columbia Circuit affermò: "l'ergastolo di Jonathan Pollard rappresenta un fondamentale errore giudiziario". Nel dicembre 2010 l'ex assistente del Segretario alla difesa USA Lawrence Korb disse: "Retrospettivamente, sappiamo che è stata commessa una grave ingiustizia nei confronti di Pollard … è molto malato e andrebbe scarcerato prima che fosse troppo tardi." Alcune delle accuse mosse a Pollard provengono dalla "talpa" CIA Aldrich Ames, che avrebbe accusato Pollard per stornare da sé i sospetti. Rafi Eitan, il controllore israeliano di Pollard, disse che Pollard non ha mai svelato agenti americani nell'Unione Sovietica o altrove. Eitan disse che credeva che Ames tentasse di accusare Pollard per stornare da sé i sospetti.
Il 18 novembre 2010, 39 membri del Congresso presentò una richiesta di grazie alla Casa Bianca per conto di Pollard, chiedendo che il Presidente lo liberasse immediatamente: "Noi vediamo la clemenza per il signor Pollard come un atto di compassione giustificato dal modo in cui altri sono stati trattati dal nostro sistema di giustizia." Affermarono che c'era stata una grande disparità nella quantità di tempo passata in carcere da Pollard rispetto a quella passata da altri riconosciuti colpevoli di attività simili.
L'ex consigliere della Casa Bianca Bernard Nussbaum il 28 gennaio 2011 scrisse una lettera al presidente Obama in cui dichiarava di aver approfonditamente riesaminato il caso Jonathan Pollard mentre prestava servizio alla Casa Bianca. Nella sua lettera affermò "che se a questo punto non si commutava la sua pena non si sarebbe fatto un servizio alla giustizia; in realtà, è la mia rispettosa opinione, sarebbe un errore giudiziario."
Anche l'ex segretario di Stato George Shultz scrisse una lettera al presidente Obama l'11 gennaio 2011, insistendo per la commutazione della pena di Pollard. Dichiarò "Sono impressionato dal fatto che le persone che meglio conoscono il materiale classificato che lui passò ad Israele, l'ex direttore CIA James Woolsey e l'ex presidente della Commissione intelligence del Senato Dennis DeConcini, sono favorevoli alla sua liberazione."
Nel 2011 Henry Kissinger, ex Segretario di Stato USA, dichiarò che era venuto il momento di commutare la pena a Pollard. Il 3 marzo 2011 Kissinger scrisse una lettera al presidente Obama che diceva "Avendo parlato con George Shultz e letto le dichiarazioni dell'ex direttore CIA Woolsey, dell'ex presidente Senate Intelligence Committee DeConcini, dell'ex ministro della Giustizia Mukasey ed altri di cui rispetto il giudizio e la conoscenza diretta del caso, trovo convincente la loro unanime spinta verso la clemenza. Credo che la giustizia andrebbe applicata commutando quel che resta della condanna all'ergastolo di Jonathan Pollard".
Lawrence Korb, già Assistant Secretary of Defense con il presidente Ronald Reagan, si rivolse all'amministrazione Obama per ottenere la grazia a Pollard:

Alcuni ora sostengono che Pollard dovrebbe essere rilasciato perché migliorerebbe le relazioni USA-Israele e aumenterebbe le prospettive di successo del processo di pace in Medio Oriente dell'amministrazione Obama. Anche se questo può essere vero, non è il motivo per cui io e molti altri abbiamo recentemente scritto al presidente chiedendo di concedere a Pollard la clemenza. La ragione è che Pollard ha già scontato troppo tempo per il delitto per il quale è stato condannato, e a questo punto, qualsiasi dato possa conoscere avrebbe poco effetto sulla sicurezza nazionale.

Citando Lawrence Korb, "Crediamo che la sua perdurante detenzione costituisca una parodia della giustizia e una macchia sul sistema americano di giustizia."
L'ex vicepresidente Dan Quayle scrisse una lettera al presidente Obama il 31 gennaio 2011, invitandolo a commutare la pena di Pollard.
Il 16 febbraio 2011 Arlen Specter scrisse una lettera al presidente Obama con cui affermava che, come presidente della commissione intelligence del Senato, riteneva che Pollard dovesse essere graziato.
Specter fu il secondo Chairman of the Senate Intelligence Committee (il primo fu Dennis DeConcini) a fare un appello per la liberazione di Pollard.
Il 22 marzo 2011 più di cento parlamentari dello Stato di New York firmarono una petizione al presidente Obama che affermava "che riteniamo la grazia al signor Pollard come un atto di compassione giustificata da come sono stati trattati altri dal nostro sistema giudiziario".
Christine Quinn, presidente del consiglio comunale di New York, scrisse una lettera al presidente Obama il 26 dicembre 2012 in cui richiedeva di comunicare la condanna di Pollard. Affermò che egli aveva espresso grande rimorso. Scrisse, "so che opinioni simili sono condivise da molti passati e attuali rappresentanti elettivi del popolo americano" e "pertanto, rispettosamente la invito ad usare il suo potere costituzionale per dare a Pollard lo stesso trattamento praticato con altri dal nostro sistema di giustizia."
Nell'agosto 2011 Barney Frank chiese permesso al Congresso per discutere l'incarcerazione di Jonathan Pollard e fece appello a Barack Obama perché "rispondesse alle molte richieste i di immediata liberazione per Pollard". Frank disse che Pollard aveva pagato un prezzo molto più alto di chiunque altro che avesse spiato per uno Stato amico degli Stati Uniti e più di molti che avevano spiato per loro nemici.
Il parlamentare Allen West, originario della Florida, scrisse una lettera al presidente Obama il 2 giugno 2011, in cui affermava "Dopo aver scontato 26 anni dietro le sbarre, la salute di Jonathan Pollard sta peggiorando, ed anche quella di sua moglie. Se possiamo approvare che i britannici liberino l'attentatore di Lockerbie e lo facciano rientrare in Libia per ragioni di salute, come possiamo giustificare che resti dietro le sbarre il signor Pollard benché i suoi reati siano chiaramente non così gravi come quello di un terrorista che assassinò centinaia di americani?"
Il 26 ottobre 2011 un gruppo bipartisan di 18 ex senatori USA scrisse al presidente Obama invitandolo a commutare la pena di Jonathan Pollard al periodo di detenzione già scontato. La lettera era sottoscritta anche da senatori che inizialmente si opponevano alla sua liberazione. La lettera diceva "il signor Pollard compirà il suo 26º anno di detenzione il 21 novembre 2011, iniziando il 27º anno di una condanna all'ergastolo senza precedenti (ne ha trascorsi sette in isolamento). Era stato incriminato per un'accusa di aver passato informazioni classificate ad un alleato senza l'intenzione di ledere gli Stati Uniti — un reato che normalmente porta ad una condanna da 2-4 anni. Si era dichiarato colpevole in un accordo di patteggiamento al quale si attenne pienamente, ma che fu ignorato dal giudice che emise la sentenza. Il signor Pollard è la sola persona nella storia degli USA che ha subito una condanna all'ergastolo per aver passato informazioni classificate ad un alleato". Gli ex senatori concludevano "è clamorosamente chiaro che la condanna del signor Pollard è gravemente sproporzionata e (come hanno commentato parecchi giudici federali) un colossale errore giudiziario."
In una lettera al redattore di The Wall Street Journal, pubblicata il 5 luglio 2012, James Woolsey scrisse che ora sostiene il rilascio di chi era stato condannato per aver spiato per Israele, citando il passaggio del tempo: "Quando mi ero dichiarato contro la clemenza, Pollard era stato in carcere meno di un decennio. Oggi è stato in carcere per più di un quarto di secolo per effetto del suo ergastolo."
Mise in rilievo che su più di 50 spie condannate recentemente per la loro azione a favore dei sovietici e dei cinesi, solo due furono condannati all'ergastolo, e due terzi erano stati condannati a pene più brevi di quella già scontata da Pollard. Affermò ancora che "Pollard ha collaborato pienamente con il governo USA, promise di non trarre profitto dal suo delitto (per esempio, con la vendita di libri), ed ha più volte espresso rincrescimento per ciò che ha fatto. "Woolsey espresse il suo convincimento che Pollard sta ancora in carcere in quanto ebreo. Disse "l'antisemitismo giocò un ruolo nella perdurante detenzione di Pollard." "Per tutti quelli che si bloccano per qualche ragione davanti al fatto che è un ebreo americano, fingete che sia un americano di origini greche, coreane o filippine e liberatelo," disse Woolsey, che non è ebreo, nella sua lettera al Wall Street Journal.
Angelo Codevilla, che ha seguito il caso da quando lavorò come membro esperto dello staff per la commissione intelligence del Senato dal 1978 al 1985, sostenne che lo sciame di accuse lanciate contro Pollard negli anni è inverosimile. Il 15 novembre 2013 il professor Codevilla scrisse una lettera al presidente Obama dichiarando "Altri hanno messo in rilievo che Pollard è la sola persona mai condannata all'ergastolo per aver passato informazioni ad un alleato, senza intenzione di danneggiare l'America, un delitto che normalmente porta ad una sentenza da 2–4 anni; e che questa condanna sproporzionata in violazione di un accordo di patteggiamento era basata non sull'accusa, ma su una relazione che non è mai stata condivisa con la difesa. Non è così che dovrebbe funzionare la giustizia americana." In un'intervista al Weekly Standard Codevilla dichiarò "La storia del caso Pollard è una macchia sulla giustizia americana." La condanna all'ergastolo "ti fa vergognare di essere americano".
L'ex Speaker della Camera Newt Gingrich manifestò sostegno alla proposta di liberare Pollard.
Secondo l'esperto di intelligence americano John Loftus, già procuratore del governo USA e ufficiale dell'intelligence dell'esercito, Pollard non poteva aver rivelato le identità di spie americane, dato che Pollard non aveva i nulla osta sicurezza che permettevano di accedere a queste informazioni. Secondo Lotus "La permanenza in carcere di Pollard è dovuta a stupidità orribile."

### Richieste ufficiali di clemenza
Yitzhak Rabin fu il primo premier israeliano ad intervenire in favore di Pollard; nel 1995 rivolse una petizione al presidente Bill Clinton invocando la grazia. Seguirono altre richieste. In un momento critico dei trattati di pace israelo-palestinesi alla conferenza di Wye River nel 1998, il primo ministro Benjamin Netanyahu tentò di condizionare il risultato al rilascio di Pollard. "Se avessimo firmato un accordo con Arafat, mi sarei aspettato la grazia per Pollard", scrisse. Clinton in seguito confermò nelle sue memorie che aveva provvisoriamente consentito alla condizione, "… ma avrei verificato cosa ne pensava la mie gente". Quando l'informazione divenne di pubblico dominio, la comunità americana di intelligence 
reagì immediatamente, con irritazione inequivocabile. Sette ex Segretari della Difesa — Donald Rumsfeld, Melvin Laird, Frank Carlucci, Richard Cheney, Caspar Weinberger, James Schlesinger e Elliot Richardson — assieme ad alcuni importanti parlamentari, manifestarono pubblicamente un'energica contrarietà a qualsiasi forma di clemenza. Il direttore della CIA George Tenet inizialmente smentì la notizia che avesse minacciato di dimettersi se Pollard fosse stato rilasciato, ma alla fine confermò di averlo fatto. Anche altri consiglieri di Clinton, tra cui Madeleine Albright e Sandy Berger, erano "graniticamente contrari" alla grazia. Clinton, che non aveva previsto una resistenza così veemente, disse a Netanyahu che la liberazione di Pollard non poteva essere una condizione dell'accordo, e ordinò una revisione formale del caso Pollard. Dennis Ross confermò la versione di Clinton nel suo libro The Missing Peace.
Il 14 settembre 2005 fu avanzata un'altra richiesta israeliana, ma venne respinta dal presidente George W. Bush. Una richiesta per far dichiarare Pollard prigioniero di Sion fu rigettata dalla Corte suprema di Israele il 16 gennaio 2006. Un altro appello all'intervento in favore di Pollard fu respinto dalla Corte suprema il 20 marzo 2006.
Il 10 gennaio 2008 la questione della grazia a Pollard fu nuovamente posta in discussione, questa volta dal primo ministro Ehud Olmert, durante la prima visita in Israele come presidente di George W. Bush. In seguito, il presidente Bush respinse questa richiesta. Il giorno dopo, ad una cena cui partecipavano diversi ministri del governo israeliano (oltre al Segretario di Stato USA Condoleezza Rice), fu nuovamente discusso l'argomento della liberazione di Pollard. Questa volta, però, il primo ministro Olmert commentò che non era l'occasione opportuna per discutere il destino di Pollard.
Nel 2009, quando il presidente Bush stava per terminare il suo mandato, lo stesso Pollard fece richiesta di grazia per la prima volta. In un'intervista su Newsweek, l'ex direttore CIA James Woolsey appoggiò la liberazione di Pollard a due condizioni: che mostrasse pentimento e avesse rinunciato a trarre profitto da libri o altri progetti collegati al suo caso. Bush non concesse la grazia.
Il 21 settembre 2010 The New York Times riferì che il governo israeliano (nuovamente presieduto da Netanyahu) aveva proposto informalmente che Pollard fosse liberato come premio ad Israele per aver esteso di tre mesi il blocco ai nuovi insediamenti nei territori occupati.
Il 24 gennaio 2011 Netanyahu presentò la prima richiesta formale di grazie nella forma di una lettera al presidente Obama. Nel 2012 il presidente Shimon Peres consegnò ad Obama una lettera firmata da 80 parlamentari israeliani, che domandava a nome dei cittadini di Israele la liberazione di Pollard. Nel novembre 2013 il presidente dell'Agenzia Ebraica Natan Sharansky disse, "non si è mai verificato nella storia degli USA che qualcuno che avesse spiato in favore di un Paese amico scontasse anche solo la metà del periodo detentivo [patito da Pollard]."
A fine marzo 2014 Elyakim Rubinstein, giudice della Corte Suprema israeliana, già ministro della giustizia, e facente funzioni di ambasciatore negli USA al tempo dell'arresto di Pollard, sollecitò la grazia per Pollard. Disse "Sono stati fatti errori, soprattutto dagli israeliani, ma pura dagli americani, e 29 anni [sono] più che sufficienti."
In una lettera del novembre 2014 al presidente Obama, un gruppo di autorità americane, tra cui l'ex direttore CIA James Woolsey, l'ex Assistant U.S. Defense Secretary Lawrence Korb, e l'ex Consigliere per la sicurezza nazionale USA Robert McFarlane, criticarono l'"ingiusto diniego della liberazione sulla parola" nei confronti di Pollard la cui "condanna platealmente sproporzionata continua". Definirono "patentemente falsa" l'accusa usata per tenerlo recluso.

#### Opposizione
I detrattori affermano che lo spionaggio di Pollard, che ha compromesso elementi di quattro principali sistemi di intelligence, ha danneggiato la sicurezza nazionale americana ben al di là di quanto noto all'opinione pubblica. Hanno rimarcato che lui era motivato non da patriottismo o da sollecitudine per la sicurezza di Israele, ma da avidità; che Israele lo ha pagava bene, e col denaro lui comprava cocaina, alcolici, e cibi costosi. Molti dirigenti dell'intelligence sono convinti che almeno alcune delle informazioni che Pollard aveva venduto ad Israele alla fine erano cadute nelle mani dell'Unione Sovietica, sebbene i dirigenti intervistati dal giornalista investigativo Seymour Hersh ammettessero che non ne avevano alcuna vera prova. Nel 1999 Hersh riassunse il processo contro Pollard in The New Yorker.
Quattro ex direttori dell'intelligence della Marina — William Studeman, Sumner Shapiro, John L. Butts, e Thomas Brooks — diramarono una replica pubblica alla richiesta di clemenza, e a ciò che loro chiamarono "i miti che generati da questa intelligente campagna di pubbliche relazioni … volta a trasformare Pollard da un avido, arrogante traditore della fiducia nazionale americana, in Pollard, fedele patriota israeliano":
Shapiro (che a sua volta era ebreo) affermò che lo metteva in difficoltà il sostegno a Pollard da parte delle organizzazioni ebraiche: "Abbiamo fatto così tanta fatica per crearci una posizione ed arrivare dove siamo, e poi uno ha mandato tutto al diavolo … e tutte le organizzazioni ebraiche compatte a sostenere questo tizio per trasformarlo in un eroe del popolo ebraico, questo mi infastidisce un sacco."
Ron Olive, ex operatore Naval Criminal Investigative Service, diresse le indagini su Pollard. Nel suo libro del 2006, Capturing Jonathan Pollard – How One of the Most Notorious Spies in American History Was Brought to Justice, Olive scrisse che Pollard non aveva servito solo Israele, ma confessò di aver passato segreti al Sudafrica, a ai suoi consulenti finanziari, e di aver messo in vendita le sue credenziali al Pakistan e ad altri Paesi. Olive scrisse che Pollard rubò anche documenti classificati collegati alla Cina che sua moglie usò per promuovere propri interessi di affari e tentò di intermediare traffici di armi con Sudafrica, Argentina, Taiwan, Pakistan, e Iran. I sostenitori di Pollard negano queste affermazioni citando le 166 pagine del Damage Assessment Report CIA che secondo loro indica che lui passò solo informazioni ad Israele, riguardanti la sicurezza di quest'ultimo. Pollard scrisse nella sua memoria difensiva che sua moglie non trasse mai profitto dallo spionaggio di lui. Le relazioni furono declassificate nel 2012.
Il redattore di New Republic Martin Peretz si espresse a sua volta contro la liberazione di Pollard: "Jonathan Pollard non è un martire ebreo. È un agente condannato per spionaggio che spiò contro il suo Paese sia per Israele sia per il Pakistan (!) — una spia, oltretutto, che veniva pagato per la sua opera.
La sua carriera professionale, quindi, puzza di infamia ed è impregnato di depravazione." Peretz chiamò i sostenitori "vittime di professione, per lo più loro stessi brutali, che hanno le radici nella destra ultra-nazionalista e religiosa. Sono insaziabili. E vogliono che l'America sia lo zimbello di Israele."
L'ex avvocato di FBI e U.S. Navy M.E. "Spike" Bowman, un importante consulente legale per l'intelligence della Marina al tempo dell'arresto di Pollard che aveva approfondita conoscenza del caso Pollard, nel 2011 diffuse una dettagliata critica all'ipotesi di clemenza. "Poiché il caso non andò mai a dibattimento, è difficile per gli osservatori esterni comprendere l'impatto potenziale e la complessità del tradimento di Pollard," scrisse. "Non c'è dubbio che Pollard era fedele ad Israele. Però, la portata del furto e del danno è stata molto più ampia e più complessa di quanto appare dalla singola imputazione e dalla sentenza." Nella sua considerazione, Pollard "non era né un patriota USA né israeliano. Era un personaggio egocentrico, avido che cercava vantaggio finanziario e gratificazione personale."

## Liberazione condizionale
Le leggi in vigore al tempo della condanna di Pollard disponevano che i detenuti federali che stavano scontando l'ergastolo ottenessero la liberazione condizionale dopo 30 anni di detenzione se non avevano violato alcuna norma carceraria importante, e se c'era una "ragionevole probabilità" che il detenuto non sarebbe ricaduto nel crimine.
Il 29 luglio 2015 la United States Parole Commission annunciò che Pollard sarebbe stato rilasciato il 20 novembre 2015. Il Dipartimento di Giustizia USA informò il collegio di difesa di Pollard che non avrebbe contestato l'unanime decisione del 7 luglio della Parole Commission.
I termini del rilascio fissati dalla Parole Commission stabilivano che Pollard dovesse restare in libertà condizionale per un minimo di cinque anni. Il governo avrebbe potuto estendere il periodo di libertà condizionale fino al 2030. Le restrizioni della sua libertà condizionale esigevano che rimanesse a New York salvo che avesse un permesso speciale per allontanarsi. L'agente che lo sorvegliava era anche autorizzato ad imporre il coprifuoco e a definire zone della città che gli erano interdette. Gli fu ordinato di indossare dispositivi elettronici per tracciare i suoi movimenti. In aggiunta erano vietate le interviste alla stampa e la connessione ad internet senza previa autorizzazione. Gli avvocati di Pollard impugnarono queste condizioni avanti la commissione d'appello per la libertà condizionale, e fu revocata solo la restrizione che gli imponeva un previo permesso per accedere ad internet. Però fu deciso che il suo uso di internet sarebbe stato monitorato. I legali di Pollard e Ayelet Shaked, all'epoca ministra della Giustizia di Israele, invitarono il presidente Obama ad esercitare il suo potere di grazia per revocare le restrizioni di libertà condizionale a Pollard, permettendogli di trasferirsi subito in Israele; ma un portavoce del Consiglio per la sicurezza nazionale della Casa Bianca annunciò che il presidente non sarebbe intervenuto.
Dopo la sua scarcerazione del 20 novembre, come previsto, Pollard si trasferì in un appartamento procuratogli dai suoi legali a New York. Gli fu imposto il coprifuoco dalle 07:00 alle 19:00. Una ditta di investimenti di Manhattan che gli aveva proposto un impiego come analista di ricerca, cambiò idea per via delle ispezioni che avrebbero dovuto subire i computer dei suoi dipendenti. I suoi difensori presentarono immediatamente un ricorso che contestava i termini della sua libertà condizionale, sostenendo che le restrizioni di internet lo rendevano non impiegabile come analista, e che il braccialetto elettronico GPS non era necessario, per l'insussistenza di pericolo di fuga. Il ricorso era corredato da affidavit di McFarlane e dell'ex membro della Commissione Intelligence del Senato Dennis DeConcini secondo cui qualunque segreto appreso da Pollard trent'anni prima non erano più segreti, e non avevano alcun valore oggi. Il 12 agosto 2016 un giudice federale respinse l'istanza sulla scorta di una dichiarazione di James Clapper, direttore dell'intelligence nazionale USA, che al contrario di quanto si legge negli affidavit di MacFarlane e DeConcini, molte delle informazioni sottratte da Pollard negli anni 1980 restavano segrete. Il giudice citò anche la cittadinanza israeliana di Pollard, ottenuta durante la carcerazione, come prova che in realtà il pericolo di fuga sussisteva.
Una proposta di legge presentata alla Knesset nel novembre 2015 avrebbe, se fosse stata divenuta legge, autorizzato il governo israeliano a sovvenzionare l'alloggio e le spese mediche di Pollard, pagandogli ancora uno stipendio mensile, per il resto della sua vita. Vennero smentite le voci secondo cui gli israeliani avevano anche prima pagato Pollard e la sua ex moglie durante la detenzione. Dopo molti rinvii, la proposta venne ritirata nel marzo 2016 su richiesta del primo ministro Netanyahu e delle autorità responsabili della sicurezza di Israele, citando "ragioni diplomatiche e di sicurezza".
Nel marzo 2017 gli avvocati di Pollard ricorsero alla United States Court of Appeals for the Second Circuit per riformare la decisione dell'agosto 2016 di una corte inferiore che respingeva la sua richiesta per avere restrizioni di libertà condizionale più blande. Rilevarono che il divieto di uscire di casa tra le 7 e le 19 lo costringeva a violare lo shabbat e le feste ebraiche, e che la sorveglianza sui suoi computer gli impediva di svolgere un lavoro coerente con la sua istruzione ed intelligenza. Deducevano ancora che Pollard poteva anche non ricordare più le informazioni viste prima del suo arresto, ed in ogni caso, i termini della libertà condizionale limitavano arbitrariamente l'uso del computer da parte sua, ma non il fatto che potesse trasmettere informazioni con altri mezzi. Netanyahu avrebbe anche rinnovato la richiesta di esonerarlo dalla libertà condizionale durante un incontro con il vicepresidente Mike Pence. Nel maggio 2017 la corte respinse l'appello, stabilendo che le restrizioni della libertà condizionale minimizzavano il potenziale danno che ancora rischiava di arrecare all'intelligence USA.
Il 20 novembre 2020 terminò la libertà condizionale di Pollard. Il dipartimento di Giustizia USA rinunciò ad estendere le restrizioni.

## Trasferimento in Israele
Benché Pollard avesse espresso il desiderio di trasferirsi in Israele, non lo fece immediatamente dopo la scadenza del suo periodo di libertà condizionale a causa di problemi di salute di sua moglie, e rimase in USA per più di un mese mentre lei si sottoponeva a chemioterapia per un cancro al seno. Pollard e sua moglie alla fine arrivarono in Israele il 30 dicembre 2020, su un jet privato del miliardario americano Sheldon Adelson per soddisfare le esigenze sanitarie di Esther. Quando sbarcarono furono accolti dal premier israeliano Benjamin Netanyahu, che consegnò a Pollard i suoi documenti israeliani. Il ministro israeliano dell'intelligence Eli Cohen disse che Pollard avrebbe ricevuto dal governo uno stipendio equivalente alle pensioni erogate agli ex agenti del Mossad e dello Shin Bet. In ossequio alla normativa anti Covid-19, al loro arrivo furono sottoposti a quarantena di due settimane. Pollard e sua moglie attualmente vivono a Gerusalemme.

## Cultura di massa

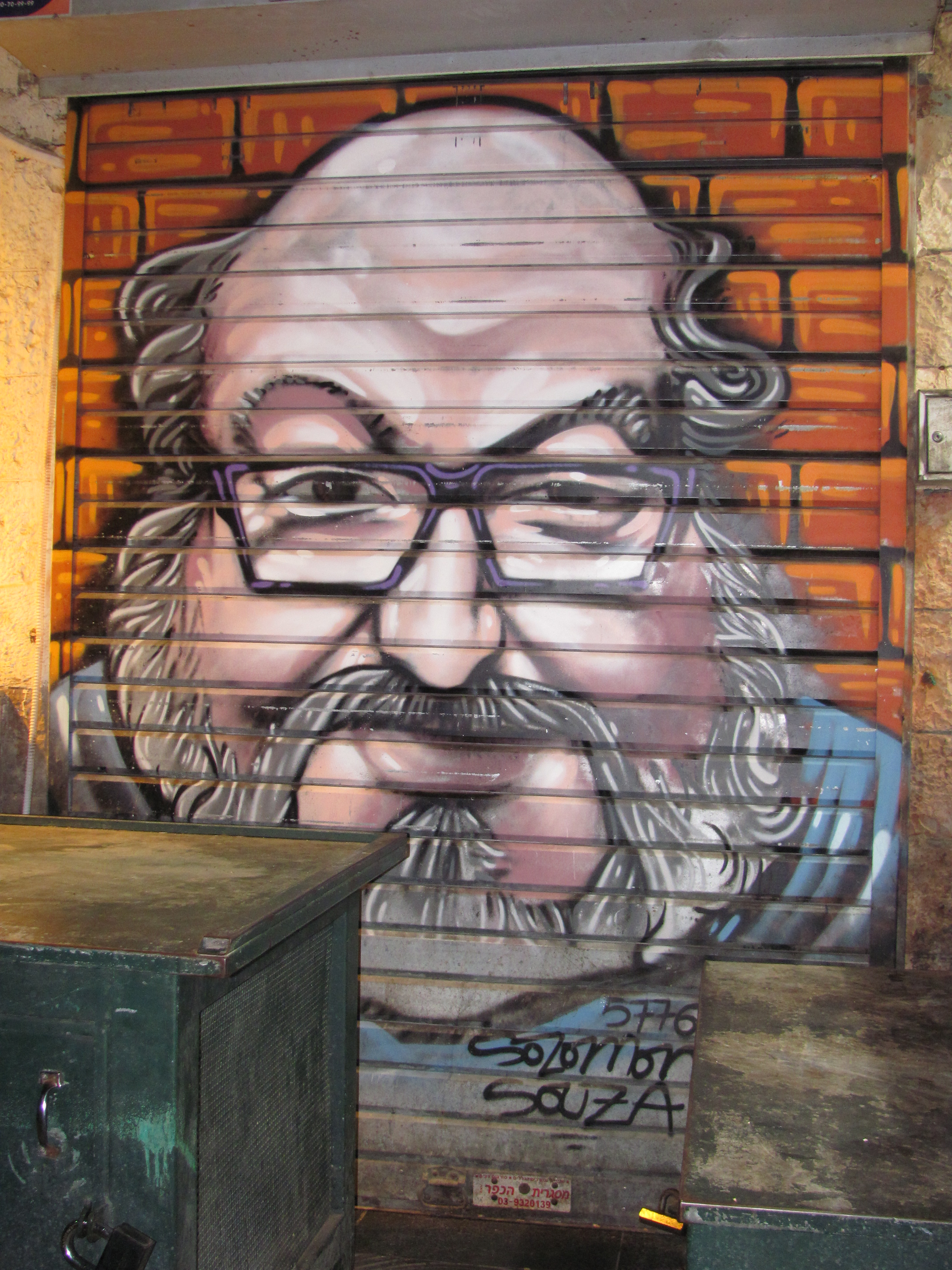
Murale ritraente Pollard al mercato di Mahane Yehuda (Gerusalemme).

La storia di Pollard ispirò il film Storie di spie (titolo originale Les patriotes) del regista francese Éric Rochant con l'attore americano Richard Masur, che raffigurava un personaggio simile a Pollard. La storia di Pollard ispirò anche il pezzo teatrale The Law of Return del drammaturgo Martin Blank, che è stato prodotto Off-Broadway al 4th Street Theater di New York.
Pollard fu menzionato da un avvocato difensore antisemita in Law & Order "Blood Libel." È anche menzionato nella stagione 11 di Law and Order, episodio Return.
Beit Yonatan, un condominio di proprietà israeliana a Siloam, un quartiere di Gerusalemme Est, è stato chiamato così in relazione a Pollard.
L'artista di strada Solomon Souza aggiunse il ritratto di Pollard alla sua raccolta di dipinti a spruzzo al mercato di Mahane Yehuda dopo la liberazione di Pollard.
In una commedia intitolata Pollard (o Il processo Pollard) debuttò al Teatro Cameri di Tel Aviv. Fu rappresentata alla Knesset nel 2021. La parte di Pollard fu recitata dall'attore israeliano Rami Baruch.
Nel 2012 SHI 360 pubblicò la canzone Jonathan.